# Shengtian
Shengtian (kinesiska: 胜天镇, 胜天) är en köping i Kina. Den ligger i provinsen Sichuan, i den sydvästra delen av landet, omkring 230 kilometer söder om provinshuvudstaden Chengdu. Antalet invånare är 19 193. Befolkningen består av 9 131 kvinnor och 10 062 män. Barn under 15 år utgör 22,0 %, vuxna 15-64 år 66 %, och äldre över 65 år 11,0 %.
Genomsnittlig årsnederbörd är 1 384 millimeter. Den regnigaste månaden är juli, med i genomsnitt 249 mm nederbörd, och den torraste är december, med 22 mm nederbörd.